# Société sportive d'aviron Pedreña
Maillots
La Société Sportive d'Aviron Pedreña est un club sportif cantabrique dont l'activité commence en 1895. Depuis lors il participe dans les principales régates tenues dans la région, dans toutes les catégories et disciplines de banc fixe comme le sont les batels, trainerillas et les trainières et parfois aussi en banc mobile. Son palmarès est très étendu où il convient de souligner la réalisation de 4 Drapeaux de La Concha à Saint-Sébastien, 8 Championnats d'Espagne de trainières et plusieurs régates de grande importance comme le Drapeau de Santander.

## Histoire
L'histoire du grand aviron ou des trainières est indissociablement unie à Pedreña, à authentique saint et signe de ce sport. José María de Pereda, reprend dans « Sotileza » les premières régates. En 1895 apparaît pour la première fois la Laurak bat dont le propriétaire était Salustino Higuera, qui engage comme barreur un guipuzcoan de Mutriku, José Ansorena, celui qui dirigera l'embarcation qui obtient d'innombrables succès jusqu'en 1900.
La première époque glorieuse a été pendant les années 1940 et la seconde durant les années 1960 et 1970. Durant les années 1940, Pedreña n'a pas de rival dans des eaux cantabres et sous le mandat de Cesar Hermosilla, décide de passer les frontières régionales. En 1934 Pedreña révolutionne le monde de l'aviron avec la construction de sa célèbre Cantabria, fabriquée en Guinée. Il pesait seulement 165 kilos, presque 200 de moins que la majorité des trainières de l'époque. En 1943 Pedreña fait irruption dans La Concha avec Pepe Bedia Joselón comme barreur. Il la gagnera à trois occasions avec la mythique trainière, la Castilla.
En 1964 un groupe de partisans obtient que Pedreña retourne, encore avec le vieux loup de mer, Pepe Bedia, comme barreur qui se maintient en activité avec ses 74 ans et donnant le relais à un autre grand maitre, Rubén Laso Michelena. À cette époque les défis des deux meilleurs équipages d'alors sont célèbres, Pedreña et Fuenterrabia, arrivant à passer 30 000 personnes par les cahutes d'achat de billets à Santoña, pour être des témoins de l'un de ces événements.

## Palmarès

### Titres nationaux
Títulos nacionales

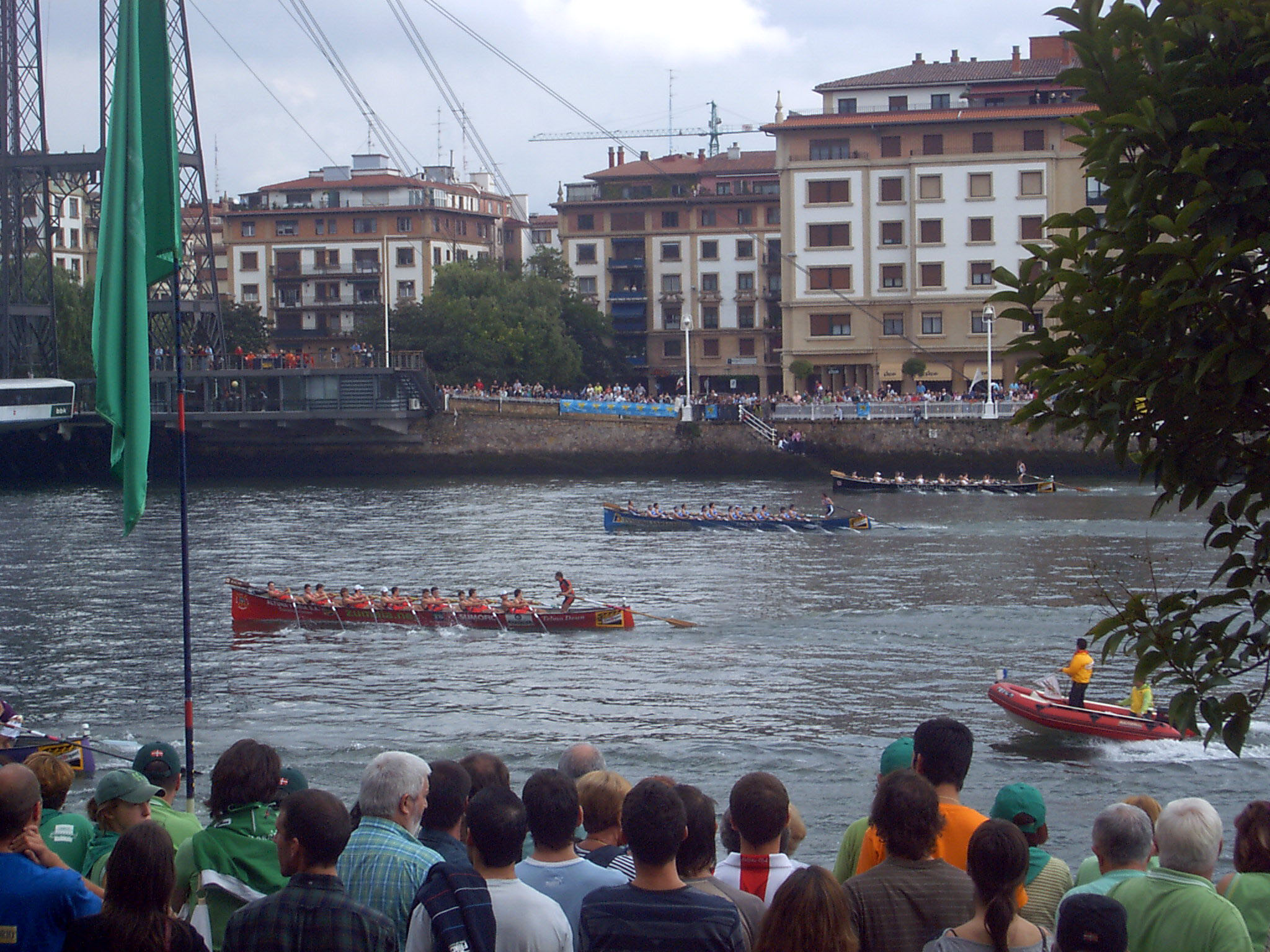
Drapeau de Portugalete 2007. Au fond la trainière noire de Pedreña.

- 8 Championnat d'Espagne de trainières: 1944, 1947, 1948, 1965, 1966, 1967, 1968 et 1970.
- 1 Championnat de Cantabrie: 1945.
- 5 Coupe de S. E. El Generalisimo: 1964, 1965, 1967, 1969 et 1970.
- 1 Coupe du Roi: 1976.

### Titres régionaux
- 7 Championnat Régional de Trainières: 1964, 1965, 1966, 1968, 1979, 1983 et 1985.

### Drapeaux
- 2 Coupes du roi Alphonse XIII: 1919 et 1920.
- 10 Drapeau de Santander: 1920, 1925, 1932, 1933, 1940, 1942, 1943, 1944, 1949 et 1967.
- 5 Drapeau de Bilbao: 1944, 1945, 1946, 1947 et 1949.
- 4 Drapeau de La Concha: 1945, 1946, 1949 et 1976.
- 1 Grand Prix du Nervion: 1966.
- 1 Drapeau de Castro Urdiales: 1976.
- 1 Trophée El Corte Inglés: 1976.
- 5 Drapeau Sotileza: 1979, 1983, 1997, 2007 et 2010.
- 3 Drapeau de Basander: 1985, 2007 et 2008.
- 2 Drapeau Conde de Fenosa: 1979 et 1981.
- 4 Drapeau de Marina de Cudeyo: 1972, 1985, 1997 et 2002.
- 1 Drapeau Villa de San Vicente: 1983.
- 2 Drapeau de Suances: 1997 et 2000.
- 1 Grand Prix d'Astillero: 1997.
- 2 Drapeau de Santoña: 1997 et 2002.
- 1 Régate pour la Paix: 1997[2]
- 1 Drapeau de Carasa: 1988.
- 1 Drapeau de Plentzia: 1998.
- 2 Drapeau de Pontejos: 1997 et 1998.
- 2 Drapeau d'Hernani: 2001 et 2002.
- 2 Drapeau de la S.D.R. Pedreña: 2001 et 2002.
- 1 Drapeau de Iberia: 2002.
- 1 Drapeau de Koxtape: 2002.
- 1 Drapeau d'Irun: 2002.
- 2 Drapeau de La Rioja: 2003 et 2006.
- 1 Descente de Astillero: 2006.
- 1 Drapeau de Getxo: 2006.
- 1 Descente de Pontejos: 2007.
- 1 Drapeau Castro Urdiales: 2007.
- 2 Drapeau Caja Cantabria: 2007 et 2010.
- 4 Drapeau Hipercor: 2006, 2007, 2010 et 2011.
- 1 Descente de Santoña: 2009.
- 1 Drapeau de Flavióbriga: 2009.

### Sources
- (es) Cet article est partiellement ou en totalité issu de l’article de Wikipédia en espagnol intitulé « Sociedad Deportiva de Remo Pedreña » (voir la liste des auteurs).